# План «Зеельове»
План «Морський лев» (нім. Seelöwe — Морський лев) — план вторгнення німецьких військ у Велику Британію в 1940 році.
План було затверджено 16 липня 1940 року. Згідно з планом, німецькі війська повинні були форсувати Ла-Манш, висадитися між Дувром і Портсмутом в складі близько 25 дивізій, а потім піти у наступ з метою відрізати Лондон. Фронт планувалось розтягнути від Фолкстона до Богнора. Командування було доручено фельдмаршалу Рундштедту. Дата початку операції постійно відкладалась, після поразки в битві за Британію, 9 січня 1941 року Гітлер віддав наказ скасувати план.